# 48 hores més
48 hores més (títol original: Another 48 Hrs.) és una pel·lícula estatunidenca dirigida per Walter Hill, estrenada el 1990. La pel·lícula és la continuació de Límit: 48 hores, estrenada el 1982, i reagrupa pràcticament el mateix equip d'actors i de tècnics. Ha estat doblada al català

## Argument
L'agent Jack de la policia de San Francisco porta cinc anys investigant a un presumpte cap del crim organitzat anomenat "L'Iceman", però, després d'un tiroteig en el qual resulta mort un innocent, és suspès del servei per Assumptes Interns. Llavors només tindrà 48 hores per trobar "L'Iceman".
De vegades, Another 48 Hrs. sembla només una seqüela que una paròdia del primer 48 Hrs., especialment quan Nick Nolte, que repeteix el seu paper de la pel·lícula anterior, comença comentant sobre l'absurditat del ja vist. Aquesta vegada, Nolte s'arrisca la vida i la carrera quan obsessivament intenta portar un criminal conegut com "L'Iceman" a la justícia. Eddie Murphy, que es va perdre el primer 48 Hrs. com el convicte dels tripijocs que es converteix en el company reticent de Nolte.

## Repartiment
- Eddie Murphy: Reggie Hammond
- Nick Nolte: Inspector Jack Cates
- Brion James: Ben Kehoe
- Ed O'Ross: Frank Cruise
- David Anthony Marshall: Willie Hickok
- Andrew Divoff: Cherry Ganz
- Bernie Casey: Kirkland Smith
- Brent Jennings: Tyrone Burroughs
- Ted Markland: Malcolm Price
- Tisha Campbell: Amy Kirkland
- Felice Orlandi: Warden
- Edward Walsh:Detectiu Joe Stevens
- Frank Mcrae: Haden (no surt als crèdits)

## Banda original
Nota: Les peces citades apareixen en la pel·lícula però no hi són tots al CD de la banda sonora
1. "(The Boys Are) Back in Town"
  - Escrit i produït per Brian O'Neal
  - Interpretat per The Busboys
2. "(The Boys Are) Back in Town"
  - Per Brian O'Neal
  - Interpretat per Jesse Johnson
  - Produït per Jeff Lorber & Jesse Johnson
3. "Cajun Panther"
  - Per Ron Young, Tom Morris, Lauren Molinare, Jimmy Hayne i Fidel Paniagua
  - Interpretat per Little Caesar
4. "Drinking Them Beers"
  - Per Bill Chappell
  - Interpretat per Tompall Glaser
5. "Give it All You Got"
  - Per Michael Williams
  - Interpretat per Curio
  - Produït per Stewart Levine
6. "I Got the Feelin' "
  - Escrit per James Brown
7. "I Just Can't Let it End"
  - Per Lamont Dozier
  - Interpretat per Curio
  - Produït per Stewart Levine
8. "I'll Never Get Out of This World Alive"
  - Per Hank Williams & Fred Rose
  - Interpretat per Michael Stanton
  - Produït per Pete Anderson
9. "I'm All Right (Get Him a Doctor)"
  - Escrit i produït per Michael Doman
  - Interpretat per The Broken Homes
10. "I've Got My Eye On You"
  - Per Lamont Dozier
  - Interpretat per Curio
  - Produït per Stewart Levine
11. "Paper Rosie"
  - Per Dallas Harms
  - Interpretat per Gene Watson
12. Roxanne
  - Escrit per Sting